# Argentit
Argentit (lat. argentum srebro) je mineral s kemijskom formulom Ag2S, i jedna je od najbogatijih ruda srebra s postotkom srebra od 81,7 %. Druga polimorfna modifikacija je akantit.